# Brésil aux Jeux paralympiques d'hiver de 2018
Le Brésil participe aux Jeux paralympiques d'hiver de 2018 à Pyeongchang, en Corée du Sud, du 9 au 18 mars 2018. Il s'agit de la deuxième participation de ce pays aux Jeux paralympiques d'hiver.

## Composition de l'équipe
La délégation brésilienne est composée de 3 athlètes prenant part aux compétitions dans 2 sports.

### Ski de fond
- Cristian Ribera[2]
- Aline Rocha[3]

### Snowboard
- André Cintra